# قدر (إلهيات)

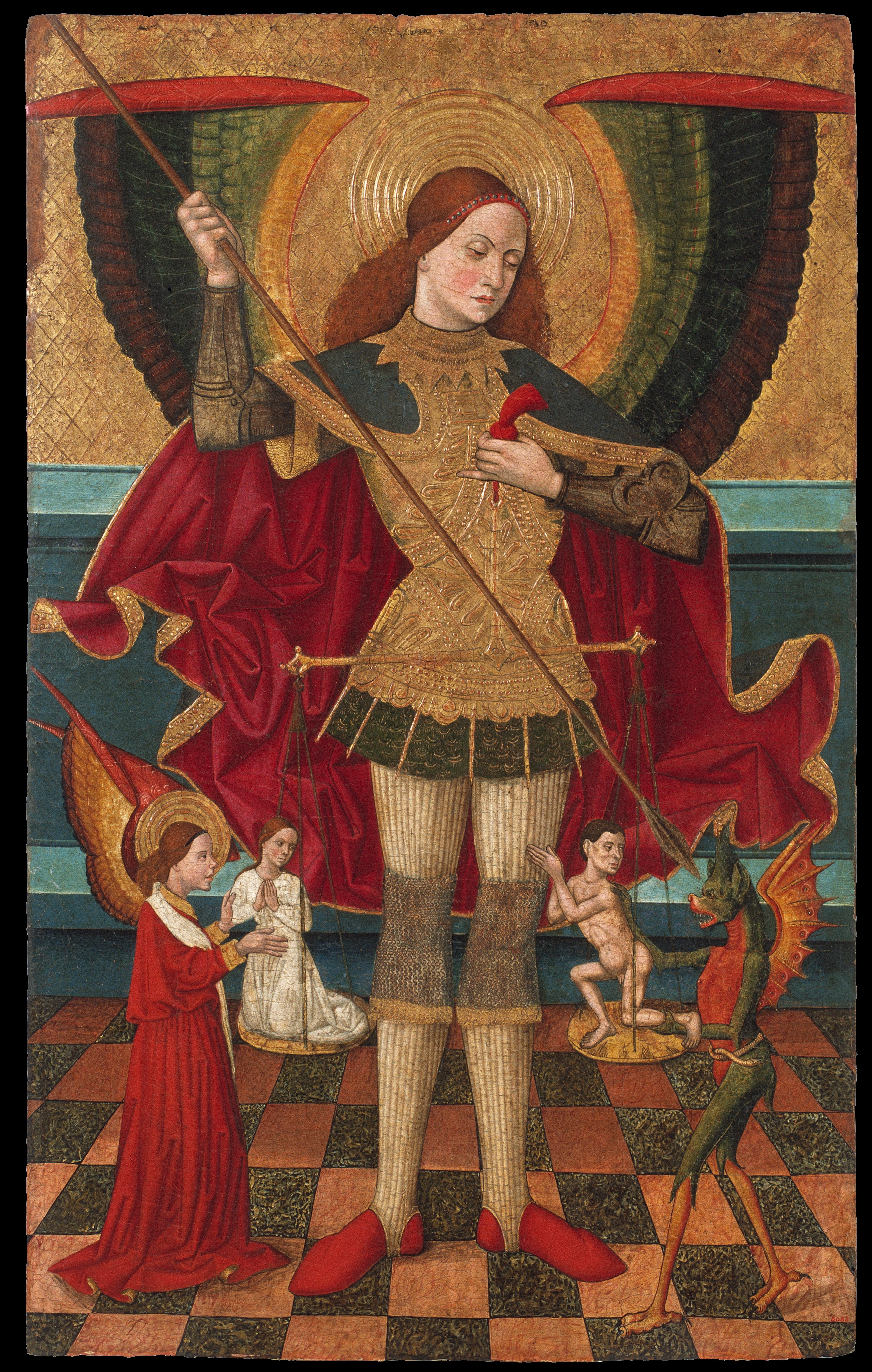

القدر في الإلهيات، هو المذهب القائل بأن الرب قدّر كل الأحداث مسبقًا. وفسّر جون كالفن (John Calvin) القدر في النصوص الإنجيلية بأن الرب قد أراد اللعنة الأبدية لبعض البشر وأراد الخلاص للبعض الآخر. وعادةً ما تسعى تفسيرات القدر إلى مناقشة ما يُسمى بـ «مفارقة حرية الإرادة» ("paradox of free will")، حيث يتنافى العلم اللانهائي للرب مع حرية إرادة الإنسان.

## متعارض مع أنواع أخرى للحتمية
ويشير القدر إلى القضاء الإلهي والمعرفة المسبقة لكل ما يحدث، وذلك في إطار القضاء بالخلاص المُقدّر للبعض واللعنة المُقدّرة للبعض الآخر. ويرتبط هذا خاصةً بتعاليم جون كالفن (John Calvin).
وقد يُستخدم القدر للإشارة إلى بعض الأفكار الشركية وغير التوحيدية والروحانية والمادية التي تأتي في الحتمية (determinism)، والقدر (destiny)، والقضاء (fate)، والهلاك (doom)، أو الأدرستا (adrsta) (وهو مفهوم في الفلسفة الهندية يشير إلى أن هناك قوة مجهولة تتحكم في الكون). وربما تتضمن تلك الاعتقادات والمنظومات الفلسفية أن أي حدث ما هو إلا حصيلة مُدبرة من التفاعل المُعقّد الذي ربما يرجع لقوة متعددة ملازمة (immanent)، أو قوات غير بشرية وقد تكون قوات متساوية، بدلًا من أن يكون ذلك التفاعل مستندًا إلى الاختيار الواعي للخالق.
فعلى سبيل المثال، قد يتحدث البعض من رؤية فيزيائية بحتة، كما هو الأمر في موضوع السفر عبر الزمن (time travel). وفي هذه الحالة، بدلًا من أن يشير القدر إلى الآخرة (afterlife) يشير إلى أي حدث سيقع في المستقبل. وفي عالم يؤمن بالقدر فإن المستقبل غير قابل للتبدّل والرب وحده يقضي مجموعة من الأحداث التي قد تقع، أما المستقبل في عالمٍ لا يحكمه القدر فهو قابل للتبدل (mutable). في البوذية الصينية (Chinese Buddhism) القدر (predestination)، هو ترجمة من اليوانفين (yuanfen) ولكنه لا يشترط ولا حتى ضمنيًّا وجود إله أو تدخله. وقد يأخذ مصطلح القدر بالإنجليزية (Predestination) معنى حرفي: فـpre- تعني (قبل) وdestiny بمعنى القدر، وهذا يتضمن بطريقة مباشرة أن هناك بعض الأحداث ملزمة الحدوث. ويُستخدم المصطلح عادةً لوصف العلاقات بين الأحداث وليس لوصف الأحداث في المجمل.
وأخيرًا، وضد الحتمية بكل صورها، هناك من النظريات الكونية ما يؤكد أن نتيجة أي شيء لا يمكن توقعها نهائيًّا. وأن ألعاب (ludibrium) الحظ (luck) والفرصة (chance) وحتى نظرية الشواش (chaos theory) لها معطيات حتمية، وتأتي هذه المعطيات من التسلسل المنطقي لفكرة التنبؤ. بيد أن القدر غالبًا ما يشير إلى نوعٍ محدد من الحتمية الدينية، ولاسيما تلك المنظومات التوحيدية التي تنسب العلم اللامتناهي للرب، كما في الديانة الإسلامية والمسيحية.